# Liste der Bodendenkmäler in Bad Kötzting
Auf dieser Seite sind die Bodendenkmäler in der Oberpfälzer Stadt Bad Kötzting zusammengestellt. Diese Tabelle ist eine Teilliste der Liste der Bodendenkmäler in Bayern. Grundlage ist die Bayerische Denkmalliste, die auf Basis des Bayerischen Denkmalschutzgesetzes vom 1. Oktober 1973 erstmals erstellt wurde und seither durch das Bayerische Landesamt für Denkmalpflege geführt wird. Die folgenden Angaben ersetzen nicht die rechtsverbindliche Auskunft der Denkmalschutzbehörde.

## Bodendenkmäler der Gemeinde Bad Kötzting

### Bodendenkmäler im Ortsteil Arndorf
| Lage               | Objekt | Akten-Nr.     | Bild |
| ------------------ | --- | ------------- | ---- |
| Arndorf (Standort) | Mittelalterlicher Erdstall.                                                                                         | D-3-6843-0001 |      |
| Arndorf (Standort) | Untertägige Befunde des spätmittelalterlichen Adelssitzes und abgegangenen frühneuzeitlichen Schlosses Grub.        | D-3-6843-0012 |      |
| Arndorf (Standort) | Untertägige Befunde des spätmittelalterlichen Adelssitzes und abgegangenen frühneuzeitlichen Schlosses Reitenstein. | D-3-6843-0013 |      |
| Arndorf (Standort) | Mittelalterlicher Erdstall.                                                                                         | D-3-6843-0015 |      |

### Bodendenkmäler im Ortsteil Bad Kötzting
| Lage                    | Objekt | Akten-Nr.     | Bild |
| ----------------------- | --- | ------------- | ---- |
| Bad Kötzting (Standort) | Mittelalterlicher Erdstall. | D-3-6843-0002 |      |
| Bad Kötzting (Standort) | Spätpaläolithische und mesolithische Freilandstation. | D-3-6843-0004 |      |
| Bad Kötzting (Standort) | Mittelalterlicher Erdstall. | D-3-6843-0010 |      |
| Bad Kötzting (Standort) | Archäologische Befunde des Mittelalters und der frühen Neuzeit im Bereich der Kirchenburg von Bad Kötzting, darunter die Spuren von Vorgängerbauten bzw. älterer Bauphasen des ehemaligen Pflegschlosses, der Katholischen Pfarrkirche Mariae Himmelfahrt und der Annakapelle. | D-3-6843-0011 |      |
| Bad Kötzting (Standort) | Archäologische Befunde des Mittelalters und der frühen Neuzeit im historischen Stadtkern von Bad Kötzting. | D-3-6843-0017 |      |
| Bad Kötzting (Standort) | Archäologische Befunde des Mittelalters und der frühen Neuzeit im Bereich der Katholischen Kirche St. Veit in Bad Kötzting, darunter die Spuren von Vorgängerbauten bzw. älterer Bauphasen.                                                                                    | D-3-6843-0018 |      |
| Bad Kötzting (Standort) | Untertägige Befunde der abgegangenen frühneuzeitlichen Kapelle Hl. Kreuz in Bad Kötzting. | D-3-6843-0049 |      |

### Bodendenkmäler im Ortsteil Haus
| Lage            | Objekt                                                                     | Akten-Nr.     | Bild |
| --------------- | -------------------------------------------------------------------------- | ------------- | ---- |
| Haus (Standort) | Untertägige Befunde des abgegangenen frühneuzeitlichen Schlosses von Haus. | D-3-6843-0009 |      |
| Haus (Standort) | Mittelalterlicher Burgstall.                                               | D-3-6843-0025 |      |

### Bodendenkmäler im Ortsteil Liebenstein
| Lage                   | Objekt                       | Akten-Nr.     | Bild |
| ---------------------- | ---------------------------- | ------------- | ---- |
| Liebenstein (Standort) | Mittelalterlicher Burgstall. | D-3-6743-0007 |      |

### Bodendenkmäler im Ortsteil Sackenried
| Lage                  | Objekt | Akten-Nr.     | Bild |
| --------------------- | --- | ------------- | ---- |
| Sackenried (Standort) | Archäologische Befunde des Mittelalters und der frühen Neuzeit im Bereich der Katholischen Filialkirche Vierzehn Nothelfer in Sackenried, darunter die Spuren von Vorgängerbauten bzw. älterer Bauphasen. | D-3-6843-0021 |      |

### Bodendenkmäler im Ortsteil Traidersdorf
| Lage                    | Objekt | Akten-Nr.     | Bild |
| ----------------------- | --- | ------------- | ---- |
| Traidersdorf (Standort) | Hochmittelalterliche Gefäßdeponierungen. | D-3-6843-0005 |      |
| Traidersdorf (Standort) | Archäologische Befunde des Mittelalters und der frühen Neuzeit im Bereich der Katholischen Expositurkirche St. Nikolaus in Steinbühl, darunter die Spuren von Vorgängerbauten bzw. älterer Bauphasen. | D-3-6843-0016 |      |

### Bodendenkmäler im Ortsteil Weißenregen
| Lage                   | Objekt | Akten-Nr.     | Bild |
| ---------------------- | --- | ------------- | ---- |
| Weißenregen (Standort) | Archäologische Befunde der frühen Neuzeit im Bereich der Katholischen Wallfahrts- und Filialkirche Mariä Himmelfahrt in Weißenregen, darunter die Spuren von Vorgängerbauten bzw. älterer Bauphasen. | D-3-6843-0014 |      |

### Bodendenkmäler im Ortsteil Wettzell
| Lage                | Objekt | Akten-Nr.     | Bild |
| ------------------- | --- | ------------- | ---- |
| Wettzell (Standort) | Archäologische Befunde des Mittelalters und der frühen Neuzeit im Bereich der Katholischen Pfarrkirche St. Laurentius in Wettzell, darunter die Spuren von Vorgängerbauten bzw. älterer Bauphasen. | D-3-6843-0022 |      |
| Wettzell (Standort) | Frühneuzeitliche Wüstung Stockmühle. | D-3-6843-0034 |      |